# Krankenhaus Plettenberg
Das Krankenhaus Plettenberg ist ein Krankenhaus in Trägerschaft der radprax Holding GmbH und Co. KG in Plettenberg im Märkischen Kreis in Nordrhein-Westfalen. Sein Einzugsgebiet umfasst die Städte Plettenberg, Herscheid, Finnentrop, Neuenrade und Attendorn.

## Geschichte
Der Plettenberger Fabrikant W. Seißenschmidt schenkte der Evangelischen Kirchengemeinde am 24. Dezember 1893 ein Baugrundstück, auf dem auf seine Kosten ein Krankenhaus errichtet und ausgestattet werden sollte. Am 2. Dezember 1894 feierte das Krankenhaus seine Einweihung. Ein Erweiterungsbau wurde am 18. Februar 1913 eröffnet.
Das Evangelische Krankenhaus zog im September 1959 von der Seißenschmidt-Straße und vom Wichernhaus in den neu eröffneten Krankenhausneubau auf der Bracht. Am 2. Dezember 1994 feierte das Krankenhaus sein 100-jähriges Jubiläum.
Im Juli 1999 wurden 42 Wohneinheiten betreutes Wohnen bezogen und zwei Jahre später wurde das neue Seniorenzentrum mit 48 vollstationären, 10 Kurzzeitpflegeplätzen sowie 12 Plätze für Tagespflegegäste eröffnet. Nachdem das Evangelische Krankenhaus Plettenberg trotz Organisationsreformen und Sanierungsbemühungen weiterhin hohe Verluste erwirtschaftete, stieg die evangelische Kirchengemeinde Ende 2006 als Gesellschafterin aus dem Krankenhaus und dem Pflegedienst aus. In einem Bieterverfahren zeichnete sich immer mehr ab, dass das Krankenhaus Plettenberg an eine große Krankenhauskette (Rhön-Klinikum) gehen sollte. Dagegen richtete sich öffentlicher Protest in Plettenberg, der in der Gründung einer Bürgerstiftung mündete. Die Bürgerstiftung konnte von Unternehmern, Ärzten und Bürgern etwa eine Million Euro einsammeln. Außer dem Kaufpreis mussten auch Investitionen, ein Sozialplan und die künftigen Verluste beglichen werden.
Des Weiteren beteiligte sich im Januar 2007 der Plettenberger Unternehmer Reinhold Mendritzki, Eigentümer eines Kaltwalzwerkes, und übernahm für die Reinhold-Mendritzki-Gesundheitsstiftung die Anteile der Evangelischen Kirchengemeinde.
Im August 2017 ging das Krankenhauses Plettenberg zu 100 Prozent an „Die Med GmbH“, ein Unternehmen der radprax-Gruppe mit identischen Gesellschaftsverhältnissen wie die radprax MVZ GmbH. Mit 12 Standorten in 8 Städten in Nordrhein-Westfalen verfügt die Unternehmensgruppe nun insgesamt über 800 Mitarbeiterinnen und Mitarbeiter. Neben der sogenannten Grund- und Regelversorgung haben sich in der Krankenhausmedizin fünf weitere Schwerpunkte herausgebildet: Unfall- und orthopädische Chirurgie mit Endoprothetik, Abdominalchirurgie, Gastroenterologie, Geriatrie und nichtinvasive Kardiologie.
An der ehemaligen gemeinnützigen Trägergesellschaft waren die Stadt Plettenberg zu 50,15 % und die Reinhold-Mendritzki-Stiftung zu 49,85 % beteiligt.

## Strukturdaten
Das Krankenhaus Plettenberg ist mit 145 Betten im nordrhein-westfälischen Krankenhausplan aufgenommen.

## Fachabteilungen
Das Krankenhaus hält die Hauptabteilungen Innere Medizin, Chirurgie, Anästhesie und die Belegabteilungen Gynäkologie und Hals-Nasen-Ohren-Heilkunde (HNO) vor. Zusätzlich betreibt das Krankenhaus ein Seniorenzentrum mit 70 Pflegeplätzen.